# Assunta Meloni
Assunta Meloni (San Marino, 21 aprile 1951) è una politica sammarinese.

## Biografia
Laureata in lingue alla Sapienza - Università di Roma e perfezionata all'Università degli Studi di Urbino Carlo Bo, docente presso i Dipartimenti della Formazione e di Studi Storici dell'Università degli Studi della Repubblica di San Marino dopo aver insegnato nella scuola media, nel giugno 2006 è diventata membro del Consiglio Grande e Generale (nel gruppo di Alleanza Popolare) e di varie commissioni consiliari.
Assunta Meloni è stata successivamente eletta rappresentante di San Marino al Consiglio d'Europa.
È stata presidente dell'Associazione oncologica sammarinese.
Ha svolto la carica di Capitano reggente nel periodo tra il 1º ottobre 2008 e il 1º aprile 2009.
Ha due figli.